# Берта фон Зутнер
 Берта Фелицитас Зофи фон Зутнер (на немски: Bertha Felicitas Sophie von Suttner), известна само като баронеса Фон Зутнер, е австрийска писателка и радетелка за мир.
През 1889 г. се прославя с антивоенния роман „Долу оръжията!“ (Die Waffen nieder!), а през 1891 г. основава пацифистка организация. От 1892 до 1899 г. издава и едноименно на романа пацифистко списание.
Тя е първата жена, удостоена с Нобелова награда за мир; отличието ѝ е връчено през 1905 г. Запознава се с Алфред Нобел през 1876 година, когато за седмица работи като негова секретарка в Париж. Поддържа кореспонденция с него до смъртта му и се смята, че решението му да добави награда за мир към останалите категории до голяма степен се дължи именно на нея.
Ликът на Берта фон Зутнер е изсечен на австрийския вариант на монетата от 2 евро.